# 卡萨拉蒂科
卡萨拉蒂科（義大利語：Casalattico），是意大利弗罗西诺内省的一个市镇。总面积28.34平方公里，人口648人，人口密度22.9人/平方公里（2009年）。ISTAT代码为060017。